# Film og tv-arbejdernes fagforening
Film og tv-arbejdernes fagforening (forkortet: FAF) er en dansk fagforbund for personer som arbejder med produktion af animation, computerspil, kort- og dokumentarfilm, multimedier, spillefilm og tv. Fagforeningen afholdt konstituerende generalforsamling den 1. maj 1970.

## FAF's relation til FTF og FH
FAF er et fagforbund som tilsluttede sig Funktionærernes og Tjenestemændenes Fællesråd (FTF). FAF hørte til FTF's arbejdsløshedskasse.
Men siden d. 1. januar 2019 har FAF været medlem af FH.
FAF har sit hovedkvarter i København.